# الاستخدام الطبي لليود
اليود (بالإنجليزية: Iodine) يستخدم لمعالجة ومنع نقص اليود في جسم الإنسان ويستخدم أيضا كمطهر عام لتعقيم الجروح. لعلاج نقص اليود يعطى اليود عم طريق الفم أو عن طريق الحقن بالعضل. كمعقم يمكن استخدامه للجروح الرطبة أو ما قبل العمليات الجراحية في المستشفيات.
الأعراض الجانبية الشائعة عند وضعه على الجلد تتضمن تهيج وتصبغ. اما عن طريق الفم أو الحقن من الممكن ان يصاب المريض بحساسية أو تضخم الغدة الدرقية أو خلل في عمل الغدة الدرقية . يعطى أثناء الحمل في المناطق الشائع فيها نقصه عدا ذلك لا ينصح بإعطائه. يعتبر اليود عنصر غذائي هام.
في عام 1811 عزل بيرنارد كورتواز اليود من الأعشاب البحرية، بينما ربط جان فرانسوا كوينديت في عام 1820 تناول اليود بحجم تضخم الغدة الدرقية. بدأ استخدامه في البداية كمطهر ومعالجة لتضخم الغدة الدرقية. وهو الآن مدرج في قائمة الأدوية الأساسية لمنظمة الصحة العالمية، وهي الأدوية الأكثر فعالية واماناً اللازمة في النظام الصحي. الملح مع اليود أو ما يعرف باسم الملح المدعم باليود، يتوفر في أكثر من 110 بلدا.
في المناطق ذات النوع الغذائي الفقير باليود جرعة واحدة من اليود سنويا بتكلفة 0.32 دولار أمريكي لكل جرعة موصى بها.

## الثقافة والمجتمع
انتشرت أهمية اليود في المجتمع على نطاق واسع إلى درجة ذكرها في صنع السياسات، والتي ترتبط بشكل غير مباشر بالصحة العامة [بحاجة لمصدر].

## تركيبات
تستخدم عدد من التركيبات المحتوية على اليود أيضًا الطبية بما في ذلك:
- يوديد البوتاسيوم (مكمل)
- اليود المائي (مكمل ومطهر)
- بوفيدون اليود (مطهر)
- يوهكسول (كصبغة للصور الاشعاعية/contrast agent)
- أميدوتريزوات (كصبغة للصور الاشعاعية/contrast agent)
- حمض الأيوتروكسيك (كصبغة للصور الاشعاعية/contrast agent)
- صبغة اليود المشع.
- حمض الأيوبانويك (مادة تباين)
- اميودارون (30% من محتوى اليود)

## روابط خارجية
- "اليود". بوابة معلومات الأدوية. المكتبة الوطنية الأمريكية للطب. مؤرشف من الأصل في 2021-04-08.